# Congresso europeo delle religioni etniche
Il Congresso Europeo delle Religioni Etniche (European Congress of Ethnic Religions, sigla internazionale WCER) è la principale organizzazione mondiale di riferimento delle religioni politeiste europee.
Il WCER fu creato in occasione del suo primo congresso riunito a Vilnius dal 21 al 23 giugno 1998, per iniziativa dei lituani aderenti alla Romuva e con l'adesione di gruppi provenienti da vari paesi europei. Gli scopi dell'organizzazione sono la difesa delle tradizioni delle religioni politeiste in Europa e altrove, e la ricerca del loro riconoscimento da parte delle autorità ufficiali dei singoli paesi.
Nei congressi vengono affrontati temi di attualità che riguardano da vicino i pagani europei: ad esempio al congresso
svoltosi nel 2003 a Vilnius si è affrontato il problema del riconoscimento giuridico delle religioni autoctone, degli ostacoli burocratici che spesso incontrano e delle difficoltà di far capire che si tratta di religioni tradizionali anziché di manifestazioni confuse ed estemporanee. Invece nel 2005 ad Anversa si è parlato di discriminazione religiosa, con la stesura di un documento inviato ai governi europei. Con il decimo congresso svoltosi a Jaipur sembrano essersi consolidati i rapporti con l'India.
L'Istituto Mediterraneo di Studi Politeisti è stato per vari anni il rappresentante italiano del Congresso Europeo delle religioni etniche. Dopo la costituzione della Federazione Pagana l'istituto ha trasferito ad essa la rappresentanza.

## Lista dei congressi

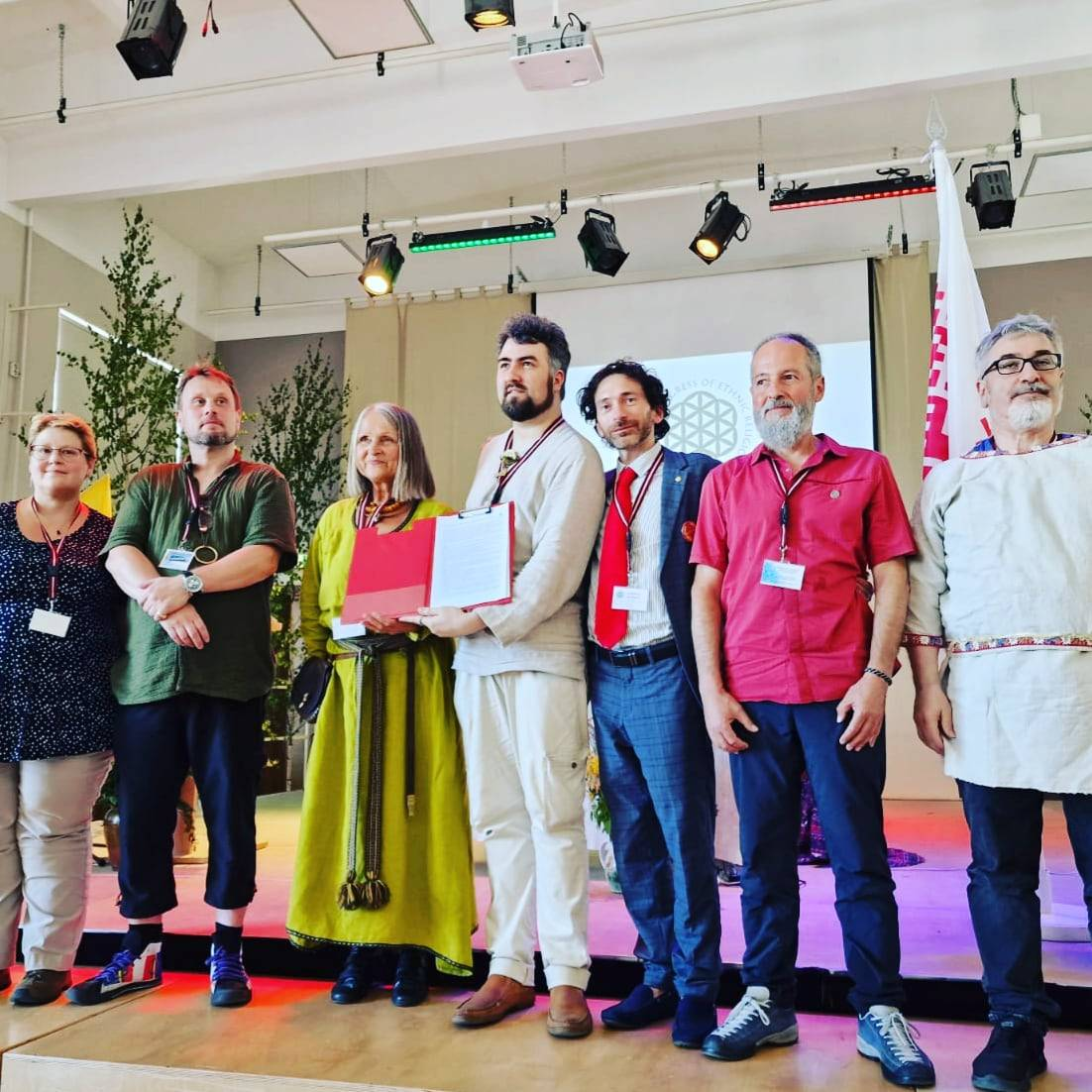
Firma della Dichiarazione di Riga al Congresso Europeo delle Religioni Etniche (ECER) 2023

| Data               | Luogo                        | Tema |
| ------------------ | ---------------------------- | --- |
| 1998               | Vilnius, Lituania            | Fondazione del ECER                                                                                       |
| 16-19 Agosto 1999  | Telšiai, Lituania            | Organizzazione della struttura del congresso e degli obbiettivi                                           |
| 9-11 Agosto 2000   | Bradesiai, Lithuania         | Soluzione di problemi amministrativi                                                                      |
| 12-13 Agosto 2001  | Vilnius, Lituania            | Con la partecipazione di delegati dal Vishva Hindu Parishad                                               |
| 12-13 Agosto 2002  | Vilnius, Lituania            | "La continuità delle religioni etniche nel mondo moderno."                                                |
| 7-9 Agosto 2003    | Vilnius, Lituania            | "Iniziative globali per le religioni e culture etniche"                                                   |
| 4-6 Giugno 2004    | Atene, Grecia                | "I valori delle religioni e tradizioni etniche europee precristiane"                                      |
| 8-10 Giugno 2005   | Anversa, Belgio              | "Spiritualita e tradizione in un mondo antitradizionale"                                                  |
| 5-10 Febbraio 2006 | Jaipur, India                | "Spiritualita oltre le religioni"                                                                         |
| 2007               | Riga-Jūrmala-Sigulda, Latvia | "Lo spirito vedra nuova luce con il cambiare dei tempi"                                                   |
| 2008               | Poznań-Głogów, Poland        | "Religioni Etniche nell Europa moderna"                                                                   |
| 2009               | Nagpur, India                | "Rinascita delle Tradizioni Antiche: Sfide e Soluzioni"                                                   |
| 2010               | Bologna, Italy               | "Etica nel mondo contemporaneo"                                                                           |
| 2012               | Odense, Denmark              | "Cosa possono fare le religioni etniche per l’Europa – e cosa può fare l’Europa per le religioni etniche" |
| 2014               | Vilnius, Lithuania           | "Madre Terra, Uniscici"                                                                                   |
| 2016               | Praga, Czech Republic        | Con la partecipazione del vice ministro della Cultura della Repubblica Ceca                               |
| 2018               | Roma, Italy                  | Con la celebrazione congiunta del Natale di Roma, una festa legata alla fondazione di Roma                |
| 2023               | Riga, Lettonia               | Con la stesura della Dichiarazione di Riga                                                                |